# Quercus oblongifolia
Quercus oblongifolia, comunament conegut amb el nom en anglès Mexican blue oak o Sonoran blue oak, pertany a la família de les fagàcies. Està dins de la secció dels roures blancs del gènere Quercus. És endèmic de les regions muntanyoses centrals del sud de l'Amèrica del Nord.

## Distribució
Aquest roure és comú a les prades altes, canyons i altiplans a Texas, Arizona i Nou Mèxic i en els estats de Baixa Califòrnia Sud, Chihuahua, Coahuila i Sonora a Mèxic.

## Descripció
Quercus oblongifolia és un petit arbre o arbust perennifoli que creix entre 5 a 8 metres d'altura amb una capçada arrodonida. A més alçada acostuma a ser un arbust gran. El tronc és de fins a mig metre de diàmetre i l'escorça és de color gris clar i solcada densament. Les branquetes són de color groc marronoses i sense pèl amb brots marrons vermellosos. Les fulles són petites, alternes, oblongues, amb marges sencers, coriàcies, de color verd blavós per sobre i mig verdes per sota. Les flors apareixen a la primavera, a la vegada que les fulles velles es desprenen i s'inicia el creixement de noves fulles. Les flors masculines formen aments de color verd groguenc i les flors femenines són solitàries o en parells i creixen en les axil·les de les fulles. Les glans de són de color marró clar, ovoide o rectangular, al voltant de dos centímetres de llarg i allotjat en escates en cassoleta, la cúpula fa aproximadament un terç de la longitud de la nou.

## Hàbitat
Aquest roure és comú en elevacions de 1200 a 1800 metres. Sovint es troba en els sòls sorrencs fins a les regions semiàrides i és l'espècie dominant en els sotaboscos de boscos oberts de roure on creix en associació amb Quercus arizonica i Quercus emoryi. Es tracta d'un component important de les comunitats de pins i ginebres. on creix en associació amb espècies de pi i ginebre, Vauquelinia californica, Eriogonum wrightii, Mimosa aculeaticarpa, Muhlenbergia emersleyi, Eragrostis intermedia, Fendlera rupicola i Lycurus phleoides.